# Кузебеково
Кузебе́ково (рос. Кузебеково, башк. Ҡужабаҡ) — присілок у складі Зіанчуринського району Башкортостану, Росія. Входить до складу Новочебенкинської сільської ради.
Населення — 157 осіб (2010; 186 в 2002).
Національний склад:
- башкири — 75%